# Órbita areosíncrona
Las órbitas areosíncronas (abreviadas ASO, por el inglés areosynchronous orbits) son las órbitas síncronas para satélites artificiales alrededor del planeta Marte. Es el equivalente marciano de las órbitas geosíncronas (GSO) de la Tierra. El prefijo areo- se deriva de Ares, el antiguo dios griego de la guerra y contraparte del dios romano Marte, con quien se identificó el planeta. La palabra griega moderna para Marte es Άρης (Áris).
Como ocurre con todas las órbitas síncronas, una órbita areosíncrona tiene un período orbital igual al día sideral. Un satélite en órbita areosíncrona no necesariamente mantendrá una posición fija en el cielo para un observador en la superficie de Marte; sin embargo, dicho satélite si que volverá a la misma posición aparente cada día marciano.
La altitud orbital necesaria para mantener una órbita areosíncrona es de aproximadamente 17.000 kilómetros. Si un satélite en órbita areosíncrona se utilizase como enlace de retransmisión de comunicaciones, "experimentaría rangos de comunicaciones de 17.000 a 20.000 kilómetros" a varios puntos de la superficie visible marciana.
Un caso particular de órbita areosíncrona es la órbita areoestacionaria (AEO), la cual es ecuatorial (está en el mismo plano que el ecuador de Marte), circular y prógrada (gira alrededor del eje de rotación de Marte en la misma dirección que la superficie del planeta). Para un observador en la superficie de Marte, un satélite en órbita AEO parecería estar constantemente fijado en la misma posición del cielo. La órbita AEO es el equivalente marciano de la órbita geoestacionaria (GEO) de la Tierra.
Aunque ningún satélite ocupa actualmente una órbita areosíncrona o areoestacionaria, algunos científicos prevén en dichas órbitas una futura red de telecomunicaciones para la exploración de Marte.